# El Dorado (Miniserie)
El Dorado ist eine zweiteilige US-amerikanische Miniserie. Sie wurde 2009 unter der Regie und nach dem Drehbuch von Randy Hendel gedreht und 2010 erstmals ausgestrahlt.

## Inhalt
Der Schatzsucher Jack Wilder erhält nach dem Tod eines Freundes Hinweise auf Eldorado, die sagenumwobene Stadt aus Gold. Unterstützt von Maria Martinez und Gordon sucht er in Peru nach der Stadt, ständig verfolgt von seinen Gegenspielern, dem Söldner Sam Grissom und dem peruanischen General Mata.

## Episodenliste
| Nr. (ges.) | Nr. (St.) | Deutscher Titel  | Originaltitel     | Erstausstrahlung USA | Deutschsprachige Erstausstrahlung (D) |
| ---------- | --------- | ---------------- | ----------------- | -------------------- | ------------------------------------- |
| 1          | 1         | Der Sonnentempel | Temple of the Sun | 25. Okt. 2010        | 6. Jan. 2011                          |
| 2          | 2         | Stadt aus Gold   | City of Gold      | 25. Okt. 2010        | 6. Jan. 2011                          |

## Rezeption
Die TV Spielfilm bewertet beide Episoden mittelmäßig und sagt zu El Dorado – Der Sonnentempel, dass es „Indiana Jones in trashiger Sparversion“ ist. Die zweite Episode El Dorado – Stadt aus Gold kommt mit „Indiana Jones in der absoluten Sparversion“ noch weniger gut weg. Die Dialoge beider Teile wurden für „dämlich“ befunden, lediglich „Effekte und Action bieten was fürs Auge.“

## DVD- und Blu-ray-Veröffentlichung
DVD und Blu-Ray wurden am 20. Januar 2011 unter dem Titel El Dorado – Auf der Suche nach der goldenen Stadt veröffentlicht.